# Altin Rraklli
Altin Rraklli (né le 17 juillet 1970 à Kavajë) est un ancien footballeur international albanais.

## Carrière

### Club formateur
Formé dans le club de sa ville natale, Rraklli joue trois ans avec l'équipe réserve avant d'intégrer l'équipe pro au début de la saison 1990/1991 où il commence à enchanter le club Alban qui finit 4e en 91/92.

### Aventure en Allemagne
Altin quitte l'Albanie pour l'Allemagne où il joue pour le SC Fribourg en seconde division. La saison 92-93 est celle du premier titre de champion pour l'attaquant albanais qui remporte le titre de champion de seconde division allemande ; il finit à la sixième place du classement des buteurs avec seize réalisations. Pour ses premiers pas en première division, Rraklli réussit à empêcher la relégation de l'équipe prenant la 15e place. La saison 94-95 voit Fribourg faire un bond en avant pour atteindre la quatrième place mais Raklli ne peut s'illustrer à cause de Rodolfo Esteban Cardoso, nouveau joueur de l'équipe allemande qui inscrit 16 buts. Sa dernière saison au club se finit par une 11e position et une élimination d'entrée en Coupe UEFA.
Libéré, il va au Hertha Berlin, retournant ainsi en seconde division. Il parvient à faire monter le club en première division mais n'inscrit que cinq buts. À croire qu'il fuit la 1.Bundesliga, Rraklli, intègre le SpVgg Unterhaching, fraîchement promu ; le club prend une 11e place en 97-98 mais finit à la seconde place en 98-99, permettant au club de prendre part à la première fois à l'élite du football allemand. La saison suivante se passe sans réel soucis car le club finit dans le ventre mou ce qui est plus qu'un point positif. Mais à l'aube du nouveau millénaire, le club est relégué ; à noter que Unterhaching battra le Bayern Munich (vainqueur du championnat) 1-0. Le club s'écroule complètement en étant relégable pour la deuxième année consécutive. 
Après un bref passage en Turquie, Altin rejoint le Jahn Regensburg mais il ne peut éviter une nouvelle relégation, Altin passe à côté de sa saison avec deux buts en vingt-et-un matchs.

### Retour glorieux
Après des années difficiles, Rraklli revient dans son pays avec le KF Tirana. Il décroche le titre de champion l'année de son arrivée, la saison suivante, il finit second avec le KFT.

## Palmarès
- Championnat d'Allemagne de football D2 : 1992-1993
- Championnat d'Albanie de football : 2004-2005